# Masaki Fukai
Pour les articles homonymes, voir Masaki (homonymie).
Masaki Fukai (深井 正樹, Fukai Masaki) est un footballeur japonais né le 13 septembre 1980. Il est attaquant.

## Biographie
Masaki Fukai commence sa carrière professionnelle au Kashima Antlers. Il est prêté en 2007 à l'Albirex Niigata puis en 2008 au Nagoya Grampus.
Il est par la suite transféré au JEF United Ichihara Chiba.

## Palmarès
- Finaliste de la Coupe de la Ligue japonaise en 2003 et 2006 avec les Kashima Antlers